# Вилацано I (Напуљ)
Вилацано I је насеље у Италији у округу Напуљ, региону Кампанија.
Према процени из 2011. у насељу је живело 20 становника. Насеље се налази на надморској висини од 99 м.